# Xã Plank, Quận Keokuk, Iowa
Xã Plank (tiếng Anh: Plank Township) là một xã thuộc quận Keokuk, tiểu bang Iowa, Hoa Kỳ. Năm 2010, dân số của xã này là 280 người.